# Adamantinia miltonioides
Adamantinia es un género monotípico de orquídeas epifitas. Su única especie: Adamantinia miltonioides Van den Berg & C.N.Gonç., Orchid Digest 68: 232 (2004) , es originaria de Brasil en Bahía.

## Descripción
Son plantas con rizomas muy cortos y pseudobulbos fusiformes, unifoliados sin espatas, con su larga inflorescencia portando hasta ocho flores terminales, de color rosa fuerte, la apertura se produce de forma sucesiva. La columna está parcialmente fundida al labio y contiene ocho polinias.

## Distribución y hábitos
Las plantas de este tipo se vieron unas cuantas veces, siempre en lugares de difícil acceso en el sur de la Chapada Diamantina, estado de Bahía, entre los 900 y 1400 metros de altitud, son epífitas, que crecen en árboles con pocos hojas o en ramas secas, al resguardo del sol intenso o total.

## Evolución, filogenia y taxonomía
Este género fue publicado por Cássio Van den Berg y Neubert César Gonçalves en Orchid Digest 68(4): 231, en el año 2004. Su nombre se refiere a la Chapada Diamantina donde su única especie Adamantinia miltonioides fue descubierta.
Según los autores, este género se encuentra dentro de la genética de Leptotes. Morfológicamente nos recuerda a Broughtonia, pero mostrando la inflorescencia tan larga como algunas Laelia de México y cuya flor se parece a la de Miltonia regnelli.